# 幼蘭
幼蘭（ようらん、1884年 - 1921年10月1日）は、清の皇族愛新覚羅載灃の嫡福晋（正妃）。溥儀（大清帝国第12代にして最後の皇帝、宣統帝）、溥傑、韞瑛、韞龢、韞穎の生母。父は清末の軍人・政治家で、満州正白旗人の栄禄。

## 経歴
光緒10年（1884年）に清の高官栄禄の娘として生まれた。
光緒27年（1901年）11月26日、醇親王載灃と慈禧太后（西太后）の命令で婚約し、光緒28年7月18日（1902年8月21日）、父・栄禄の屋敷で盛大な結婚式をあげた。
溥儀、溥傑、韞瑛、韞龢、韞穎を出産した。1921年10月1日に醇親王の生母・側福晋劉佳氏とともに宮中に呼びされ、「溥儀のしつけができていない」と端康太妃から激しく叱られ、屋敷に戻ったあとに、アヘンを飲んで自殺をした。溥儀には幼蘭が自殺したことは秘密にされ、幼蘭は脳卒中で死んだと報告された。

## 登場作品
テレビドラマ
- ラストエンペラー - 1987年、 コロンビア ピクチャーズ、松竹富士、演：リャン・ドン